# Gammyrbrännan
Gammyrbrännan är ett naturreservat ungefär 1,5 kilometer nordost om Remmarn, i Örnsköldsviks kommun. Reservatet inrättades 2016 och omfattar 64 hektar av urskogsartad tallskog. 

## Beskrivning[4]
Naturreservatet ligger huvudsakligen i en brant ostsluttning på den östra sidan av Remmarberget. Terrängen är brant och blockig vilket förmodligen är förklaringen till att skogen har undgått industriellt skogsbruk. Reservatet är brandpräglat och bär spår av flera bränder. Som brandpräglad naturskog intar området något av en särställning i länet, med sin stor förekomst av död ved och därtill hörande arter.
Många typiska svamp- och lavarter för naturskogar finns i området: På tall dvärgbägarlav, fläckporing, lateritticka och tallticka, på gran blackticka, gränsticka, lappticka,  rosenticka, rynkskinn, ullticka och urskogsporing och på lövträd lunglav, koralltaggsvamp och skrovellav.